# 1777
Portal Geschichte | Portal Biografien | Aktuelle Ereignisse | Jahreskalender | Tagesartikel

◄ |
17. Jahrhundert |
18. Jahrhundert
| 19. Jahrhundert | ►

◄ |
1740er |
1750er |
1760er |
1770er
| 1780er | 1790er | 1800er | ►

◄◄ |
◄ |
1773 |
1774 |
1775 |
1776 |
1777
| 1778 | 1779 | 1780 | 1781 | ► | ►►
Staatsoberhäupter  · Nekrolog   · Musikjahr
| Januar | Januar | Januar | Januar | Januar | Januar | Januar | Januar |
| Kw     | Mo     | Di     | Mi     | Do     | Fr     | Sa     | So     |
| ------ | ------ | ------ | ------ | ------ | ------ | ------ | ------ |
| 1      |        |        | 1      | 2      | 3      | 4      | 5      |
| 2      | 6      | 7      | 8      | 9      | 10     | 11     | 12     |
| 3      | 13     | 14     | 15     | 16     | 17     | 18     | 19     |
| 4      | 20     | 21     | 22     | 23     | 24     | 25     | 26     |
| 5      | 27     | 28     | 29     | 30     | 31     |        |        |

| Februar | Februar | Februar | Februar | Februar | Februar | Februar | Februar |
| Kw      | Mo      | Di      | Mi      | Do      | Fr      | Sa      | So      |
| ------- | ------- | ------- | ------- | ------- | ------- | ------- | ------- |
| 5       |         |         |         |         |         | 1       | 2       |
| 6       | 3       | 4       | 5       | 6       | 7       | 8       | 9       |
| 7       | 10      | 11      | 12      | 13      | 14      | 15      | 16      |
| 8       | 17      | 18      | 19      | 20      | 21      | 22      | 23      |
| 9       | 24      | 25      | 26      | 27      | 28      |         |         |

| März | März | März | März | März | März | März | März |
| Kw   | Mo   | Di   | Mi   | Do   | Fr   | Sa   | So   |
| ---- | ---- | ---- | ---- | ---- | ---- | ---- | ---- |
| 9    |      |      |      |      |      | 1    | 2    |
| 10   | 3    | 4    | 5    | 6    | 7    | 8    | 9    |
| 11   | 10   | 11   | 12   | 13   | 14   | 15   | 16   |
| 12   | 17   | 18   | 19   | 20   | 21   | 22   | 23   |
| 1    | 24   | 25   | 26   | 27   | 28   | 29   | 30   |
| 14   | 31   |      |      |      |      |      |      |

| April | April | April | April | April | April | April | April |
| Kw    | Mo    | Di    | Mi    | Do    | Fr    | Sa    | So    |
| ----- | ----- | ----- | ----- | ----- | ----- | ----- | ----- |
| 14    |       | 1     | 2     | 3     | 4     | 5     | 6     |
| 15    | 7     | 8     | 9     | 10    | 11    | 12    | 13    |
| 16    | 14    | 15    | 16    | 17    | 18    | 19    | 20    |
| 17    | 21    | 22    | 23    | 24    | 25    | 26    | 27    |
| 18    | 28    | 29    | 30    |       |       |       |       |

| Mai | Mai | Mai | Mai | Mai | Mai | Mai | Mai |
| Kw  | Mo  | Di  | Mi  | Do  | Fr  | Sa  | So  |
| --- | --- | --- | --- | --- | --- | --- | --- |
| 18  |     |     |     | 1   | 2   | 3   | 4   |
| 19  | 5   | 6   | 7   | 8   | 9   | 10  | 11  |
| 20  | 12  | 13  | 14  | 15  | 16  | 17  | 18  |
| 21  | 19  | 20  | 21  | 22  | 23  | 24  | 25  |
| 22  | 26  | 27  | 28  | 29  | 30  | 31  |     |

| Juni | Juni | Juni | Juni | Juni | Juni | Juni | Juni |
| Kw   | Mo   | Di   | Mi   | Do   | Fr   | Sa   | So   |
| ---- | ---- | ---- | ---- | ---- | ---- | ---- | ---- |
| 22   |      |      |      |      |      |      | 1    |
| 23   | 2    | 3    | 4    | 5    | 6    | 7    | 8    |
| 24   | 9    | 10   | 11   | 12   | 13   | 14   | 15   |
| 25   | 16   | 17   | 18   | 19   | 20   | 21   | 22   |
| 26   | 23   | 24   | 25   | 26   | 27   | 28   | 29   |
| 27   | 30   |      |      |      |      |      |      |

| Juli | Juli | Juli | Juli | Juli | Juli | Juli | Juli |
| Kw   | Mo   | Di   | Mi   | Do   | Fr   | Sa   | So   |
| ---- | ---- | ---- | ---- | ---- | ---- | ---- | ---- |
| 27   |      | 1    | 2    | 3    | 4    | 5    | 6    |
| 2    | 7    | 8    | 9    | 10   | 11   | 12   | 13   |
| 29   | 14   | 15   | 16   | 17   | 18   | 19   | 20   |
| 30   | 21   | 22   | 23   | 24   | 25   | 26   | 27   |
| 31   | 28   | 29   | 30   | 31   |      |      |      |

| August | August | August | August | August | August | August | August |
| Kw     | Mo     | Di     | Mi     | Do     | Fr     | Sa     | So     |
| ------ | ------ | ------ | ------ | ------ | ------ | ------ | ------ |
| 31     |        |        |        |        | 1      | 2      | 3      |
| 32     | 4      | 5      | 6      | 7      | 8      | 9      | 10     |
| 33     | 11     | 12     | 13     | 14     | 15     | 16     | 17     |
| 34     | 18     | 19     | 20     | 21     | 22     | 23     | 24     |
| 35     | 25     | 26     | 27     | 28     | 29     | 30     | 31     |

| September | September | September | September | September | September | September | September |
| Kw        | Mo        | Di        | Mi        | Do        | Fr        | Sa        | So        |
| --------- | --------- | --------- | --------- | --------- | --------- | --------- | --------- |
| 36        | 1         | 2         | 3         | 4         | 5         | 6         | 7         |
| 37        | 8         | 9         | 10        | 11        | 12        | 13        | 14        |
| 38        | 15        | 16        | 17        | 18        | 19        | 20        | 21        |
| 39        | 22        | 23        | 24        | 25        | 26        | 27        | 28        |
| 40        | 29        | 30        |           |           |           |           |           |

| Oktober | Oktober | Oktober | Oktober | Oktober | Oktober | Oktober | Oktober |
| Kw      | Mo      | Di      | Mi      | Do      | Fr      | Sa      | So      |
| ------- | ------- | ------- | ------- | ------- | ------- | ------- | ------- |
| 40      |         |         | 1       | 2       | 3       | 4       | 5       |
| 41      | 6       | 7       | 8       | 9       | 10      | 11      | 12      |
| 42      | 13      | 14      | 15      | 16      | 17      | 18      | 19      |
| 43      | 20      | 21      | 22      | 23      | 24      | 25      | 26      |
| 44      | 27      | 28      | 29      | 30      | 31      |         |         |

| November | November | November | November | November | November | November | November |
| Kw       | Mo       | Di       | Mi       | Do       | Fr       | Sa       | So       |
| -------- | -------- | -------- | -------- | -------- | -------- | -------- | -------- |
| 44       |          |          |          |          |          | 1        | 2        |
| 45       | 3        | 4        | 5        | 6        | 7        | 8        | 9        |
| 46       | 10       | 11       | 12       | 13       | 14       | 15       | 16       |
| 47       | 17       | 18       | 19       | 20       | 21       | 22       | 23       |
| 48       | 24       | 25       | 26       | 27       | 28       | 29       | 30       |

| Dezember | Dezember | Dezember | Dezember | Dezember | Dezember | Dezember | Dezember |
| Kw       | Mo       | Di       | Mi       | Do       | Fr       | Sa       | So       |
| -------- | -------- | -------- | -------- | -------- | -------- | -------- | -------- |
| 49       | 1        | 2        | 3        | 4        | 5        | 6        | 7        |
| 50       | 8        | 9        | 10       | 11       | 12       | 13       | 14       |
| 51       | 15       | 16       | 17       | 18       | 19       | 20       | 21       |
| 52       | 22       | 23       | 24       | 25       | 26       | 27       | 28       |
| 1        | 29       | 30       | 31       |          |          |          |          |

| Januar | Januar | Januar | Januar | Januar | Januar | Januar | Januar |
| Kw     | Mo     | Di     | Mi     | Do     | Fr     | Sa     | So     |
| ------ | ------ | ------ | ------ | ------ | ------ | ------ | ------ |
| 1      |        |        | 1      | 2      | 3      | 4      | 5      |
| 2      | 6      | 7      | 8      | 9      | 10     | 11     | 12     |
| 3      | 13     | 14     | 15     | 16     | 17     | 18     | 19     |
| 4      | 20     | 21     | 22     | 23     | 24     | 25     | 26     |
| 5      | 27     | 28     | 29     | 30     | 31     |        |        |

| Februar | Februar | Februar | Februar | Februar | Februar | Februar | Februar |
| Kw      | Mo      | Di      | Mi      | Do      | Fr      | Sa      | So      |
| ------- | ------- | ------- | ------- | ------- | ------- | ------- | ------- |
| 5       |         |         |         |         |         | 1       | 2       |
| 6       | 3       | 4       | 5       | 6       | 7       | 8       | 9       |
| 7       | 10      | 11      | 12      | 13      | 14      | 15      | 16      |
| 8       | 17      | 18      | 19      | 20      | 21      | 22      | 23      |
| 9       | 24      | 25      | 26      | 27      | 28      |         |         |

| März | März | März | März | März | März | März | März |
| Kw   | Mo   | Di   | Mi   | Do   | Fr   | Sa   | So   |
| ---- | ---- | ---- | ---- | ---- | ---- | ---- | ---- |
| 9    |      |      |      |      |      | 1    | 2    |
| 10   | 3    | 4    | 5    | 6    | 7    | 8    | 9    |
| 11   | 10   | 11   | 12   | 13   | 14   | 15   | 16   |
| 12   | 17   | 18   | 19   | 20   | 21   | 22   | 23   |
| 1    | 24   | 25   | 26   | 27   | 28   | 29   | 30   |
| 14   | 31   |      |      |      |      |      |      |

| April | April | April | April | April | April | April | April |
| Kw    | Mo    | Di    | Mi    | Do    | Fr    | Sa    | So    |
| ----- | ----- | ----- | ----- | ----- | ----- | ----- | ----- |
| 14    |       | 1     | 2     | 3     | 4     | 5     | 6     |
| 15    | 7     | 8     | 9     | 10    | 11    | 12    | 13    |
| 16    | 14    | 15    | 16    | 17    | 18    | 19    | 20    |
| 17    | 21    | 22    | 23    | 24    | 25    | 26    | 27    |
| 18    | 28    | 29    | 30    |       |       |       |       |

| Mai | Mai | Mai | Mai | Mai | Mai | Mai | Mai |
| Kw  | Mo  | Di  | Mi  | Do  | Fr  | Sa  | So  |
| --- | --- | --- | --- | --- | --- | --- | --- |
| 18  |     |     |     | 1   | 2   | 3   | 4   |
| 19  | 5   | 6   | 7   | 8   | 9   | 10  | 11  |
| 20  | 12  | 13  | 14  | 15  | 16  | 17  | 18  |
| 21  | 19  | 20  | 21  | 22  | 23  | 24  | 25  |
| 22  | 26  | 27  | 28  | 29  | 30  | 31  |     |

| Juni | Juni | Juni | Juni | Juni | Juni | Juni | Juni |
| Kw   | Mo   | Di   | Mi   | Do   | Fr   | Sa   | So   |
| ---- | ---- | ---- | ---- | ---- | ---- | ---- | ---- |
| 22   |      |      |      |      |      |      | 1    |
| 23   | 2    | 3    | 4    | 5    | 6    | 7    | 8    |
| 24   | 9    | 10   | 11   | 12   | 13   | 14   | 15   |
| 25   | 16   | 17   | 18   | 19   | 20   | 21   | 22   |
| 26   | 23   | 24   | 25   | 26   | 27   | 28   | 29   |
| 27   | 30   |      |      |      |      |      |      |

| Juli | Juli | Juli | Juli | Juli | Juli | Juli | Juli |
| Kw   | Mo   | Di   | Mi   | Do   | Fr   | Sa   | So   |
| ---- | ---- | ---- | ---- | ---- | ---- | ---- | ---- |
| 27   |      | 1    | 2    | 3    | 4    | 5    | 6    |
| 2    | 7    | 8    | 9    | 10   | 11   | 12   | 13   |
| 29   | 14   | 15   | 16   | 17   | 18   | 19   | 20   |
| 30   | 21   | 22   | 23   | 24   | 25   | 26   | 27   |
| 31   | 28   | 29   | 30   | 31   |      |      |      |

| August | August | August | August | August | August | August | August |
| Kw     | Mo     | Di     | Mi     | Do     | Fr     | Sa     | So     |
| ------ | ------ | ------ | ------ | ------ | ------ | ------ | ------ |
| 31     |        |        |        |        | 1      | 2      | 3      |
| 32     | 4      | 5      | 6      | 7      | 8      | 9      | 10     |
| 33     | 11     | 12     | 13     | 14     | 15     | 16     | 17     |
| 34     | 18     | 19     | 20     | 21     | 22     | 23     | 24     |
| 35     | 25     | 26     | 27     | 28     | 29     | 30     | 31     |

| September | September | September | September | September | September | September | September |
| Kw        | Mo        | Di        | Mi        | Do        | Fr        | Sa        | So        |
| --------- | --------- | --------- | --------- | --------- | --------- | --------- | --------- |
| 36        | 1         | 2         | 3         | 4         | 5         | 6         | 7         |
| 37        | 8         | 9         | 10        | 11        | 12        | 13        | 14        |
| 38        | 15        | 16        | 17        | 18        | 19        | 20        | 21        |
| 39        | 22        | 23        | 24        | 25        | 26        | 27        | 28        |
| 40        | 29        | 30        |           |           |           |           |           |

| Oktober | Oktober | Oktober | Oktober | Oktober | Oktober | Oktober | Oktober |
| Kw      | Mo      | Di      | Mi      | Do      | Fr      | Sa      | So      |
| ------- | ------- | ------- | ------- | ------- | ------- | ------- | ------- |
| 40      |         |         | 1       | 2       | 3       | 4       | 5       |
| 41      | 6       | 7       | 8       | 9       | 10      | 11      | 12      |
| 42      | 13      | 14      | 15      | 16      | 17      | 18      | 19      |
| 43      | 20      | 21      | 22      | 23      | 24      | 25      | 26      |
| 44      | 27      | 28      | 29      | 30      | 31      |         |         |

| November | November | November | November | November | November | November | November |
| Kw       | Mo       | Di       | Mi       | Do       | Fr       | Sa       | So       |
| -------- | -------- | -------- | -------- | -------- | -------- | -------- | -------- |
| 44       |          |          |          |          |          | 1        | 2        |
| 45       | 3        | 4        | 5        | 6        | 7        | 8        | 9        |
| 46       | 10       | 11       | 12       | 13       | 14       | 15       | 16       |
| 47       | 17       | 18       | 19       | 20       | 21       | 22       | 23       |
| 48       | 24       | 25       | 26       | 27       | 28       | 29       | 30       |

| Dezember | Dezember | Dezember | Dezember | Dezember | Dezember | Dezember | Dezember |
| Kw       | Mo       | Di       | Mi       | Do       | Fr       | Sa       | So       |
| -------- | -------- | -------- | -------- | -------- | -------- | -------- | -------- |
| 49       | 1        | 2        | 3        | 4        | 5        | 6        | 7        |
| 50       | 8        | 9        | 10       | 11       | 12       | 13       | 14       |
| 51       | 15       | 16       | 17       | 18       | 19       | 20       | 21       |
| 52       | 22       | 23       | 24       | 25       | 26       | 27       | 28       |
| 1        | 29       | 30       | 31       |          |          |          |          |

## Ereignisse

### Politik und Weltgeschehen

#### Amerika

##### Amerikanischer Unabhängigkeitskrieg
- 2. Januar: Die Zweite Schlacht von Trenton endet mit einem Sieg der amerikanischen Kontinentalarmee über britische Truppen.
- 3. Januar: In der Schlacht von Princeton bleiben George Washingtons Truppen Sieger über die britischen Einheiten.
- 13. Juni: Der französische Marquis de Lafayette trifft nördlich von Charleston in South Carolina ein und bietet der Kontinentalarmee seine unbezahlten Dienste im Amerikanischen Unabhängigkeitskrieg an.

Die „Betsy Ross flag“

- 14. Juni: Der Kontinentalkongress beschließt, das Sternenbanner als Flagge der Vereinigten Staaten zu verwenden.
- Juni: Der britische Saratoga-Feldzug unter General John Burgoyne beginnt.

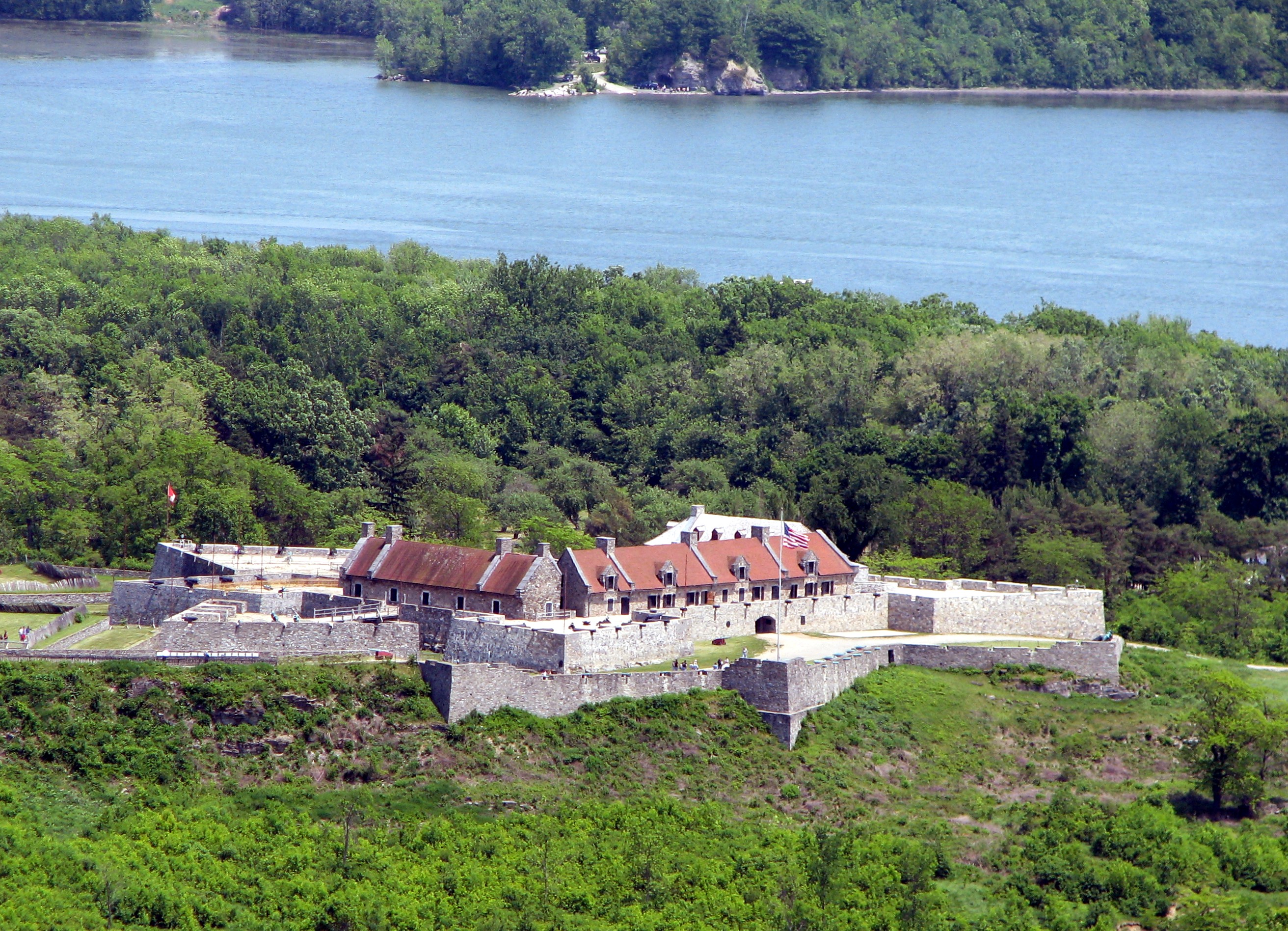
Fort Ticonderoga

- 5./6. Juli: Die British Army unter General Burgoyne nimmt in der Schlacht von Ticonderoga das gleichnamige Fort ein, nachdem sie den amerikanischen General Arthur St. Clair gezwungen hat, sich mit den Verteidigern zurückzuziehen.
- 7. Juli: Die Schlacht von Hubbardton endet mit einem Sieg der Briten über die Nachhut der sich aus Fort Ticonderoga zurückziehenden amerikanischen Streitkräfte
- 8. Juli: Großbritannien siegt in der Schlacht um Fort Ann, nachdem die Amerikaner sich in der falschen Annahme zurückgezogen haben, dass die Briten Verstärkung durch indianische Einheiten bekommen würden.
- 31. Juli: Durch einen Sonderbeschluss des Kontinentalkongresses wird der Marquis de Lafayette zum Generalmajor der Kontinentalarmee ernannt.
- 4. August: Die Belagerung von Fort Stanwix durch die Briten unter Barry St. Leger beginnt.

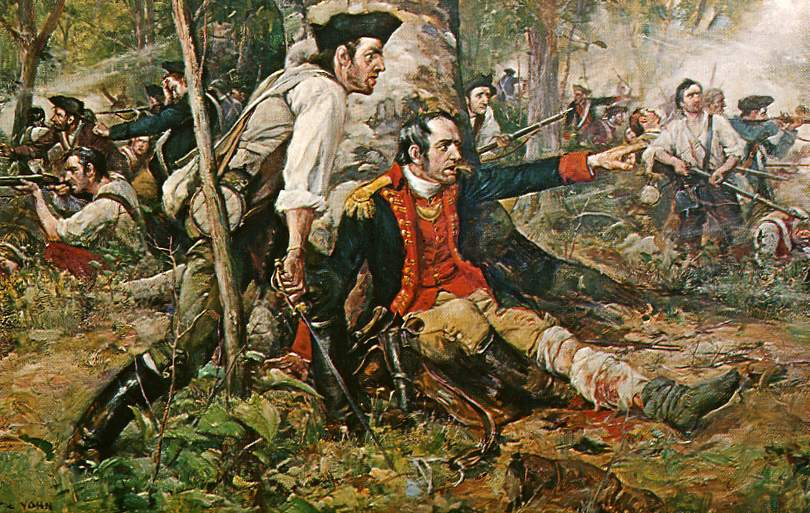
Nicholas Herkimer gibt während der Schlacht von Oriskany verwundet am Baum sitzend Anweisungen, Bild von Frederick Coffay Yohn (1875–1933)

- 6. August: In der Schlacht von Oriskany, in der die Amerikaner das belagerte Fort Stanwix entsetzen wollen, wird eine amerikanische Miliz-Einheit unter General Nicholas Herkimer in einen Hinterhalt gelockt und durch probritische Loyalisten unter Barry St. Leger weitgehend aufgerieben. Auf britischer Seite nimmt ein großes Kontingent Indianer unter Joseph Brant und John Butler an dem Angriff teil.
- 16. August: In der Schlacht von Bennington besiegen die amerikanischen Milizen Einheiten der englischen Truppen, darunter hessische Soldaten.
- 25. August: Nach 21 Tagen Belagerung machen die amerikanischen Verteidiger des Forts Stanwix unter Peter Gansevoort einen Ausfall und besiegen die Briten entscheidend. Stanwix ist das einzige Fort der Amerikaner, das die Briten während des ganzen Krieges nie erobern können.
- 11. September: Die Briten unter General William Howe bereiten im Amerikanischen Unabhängigkeitskrieg in der Schlacht am Brandywine in Pennsylvania den Kolonisten unter George Washington eine Niederlage. Sie können auf Philadelphia vorrücken.
- 19. September bis 17. Oktober: Schlacht von Saratoga
- 19. September: Schlacht von Freemans Farm, Borgoynes Briten siegen unter schweren Verlusten
- 26. September: Im Amerikanischen Unabhängigkeitskrieg nehmen die Briten unter General William Howe die Stadt Philadelphia ein.
- 4. Oktober: Schlacht von Germantown, Sieg der Briten
- 6. Oktober: Schlacht um Fort Clinton und Fort Montgomery, Sieg der Briten
- 7. Oktober: Schlacht von Bemis Heights, Sieg der Amerikaner

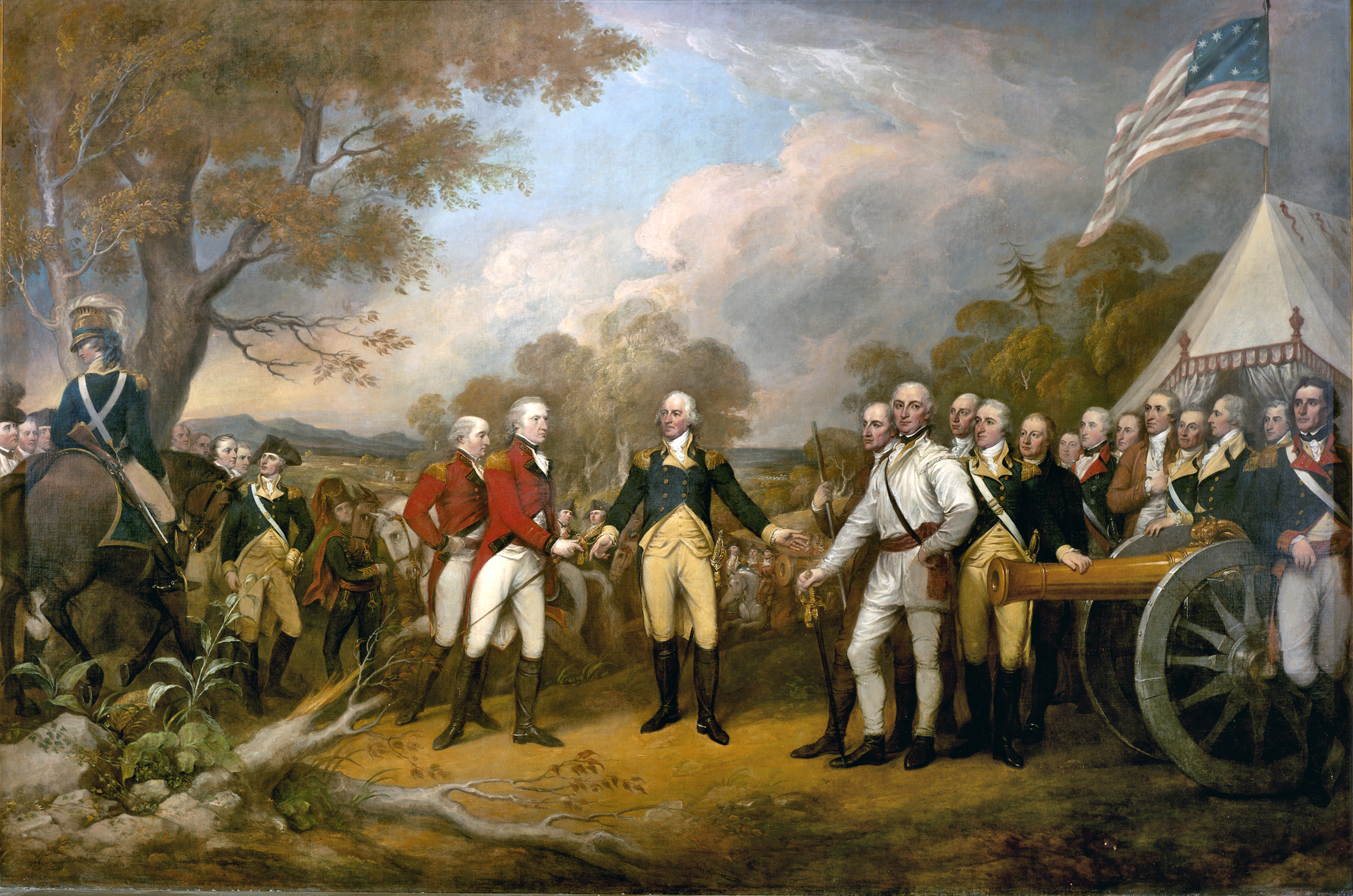
General Burgoyne kapituliert in Saratoga

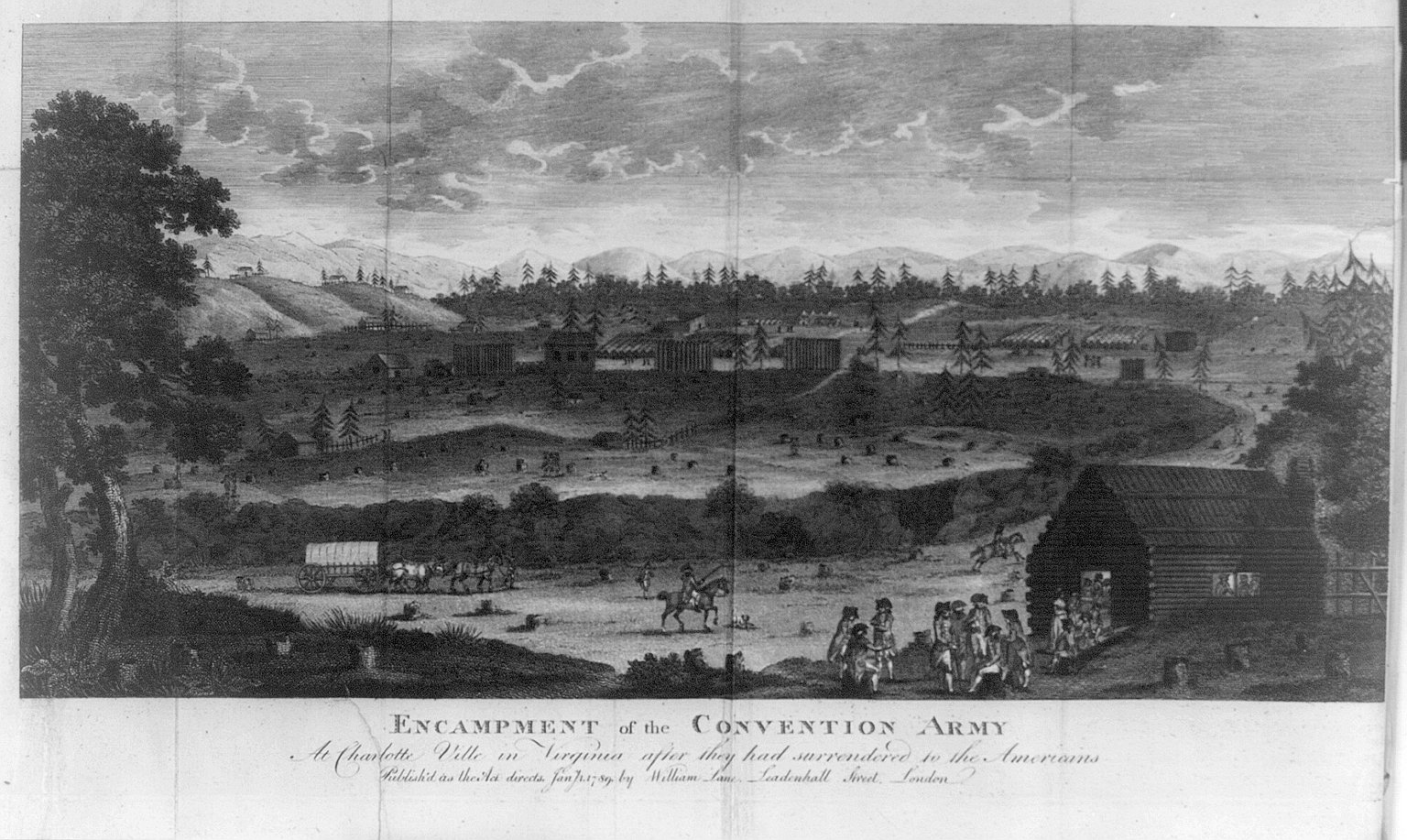
Lager der Convention Army in Charlottesville in Virginia. (Kupferstich von 1789)

- 17. Oktober: Der britische Saratoga-Feldzug endet mit der Kapitulation von General John Burgoyne im Namen der British Army, die gefangenen britischen Soldaten erhalten in der Folge den Namen Convention Army.

##### Weitere Ereignisse
- Juni: Bei der Gouverneurswahl in New York wird George Clinton sowohl zum Gouverneur als auch zum Vizegouverneur gewählt. Als Folge davon tritt Clinton formell als Vizegouverneur zurück und der zweitplatzierte Pierre Van Cortlandt tritt das Amt an.
- 8. Juli: In Vermont wird die Sklaverei per Verfassungsergänzung (constitutional amendment) abgeschafft.
- 29. November: Mexikanische Bauern gründen in Alta California den Ort El Pueblo de San José De Guadalupe, die erste Siedlung in Kalifornien, die nicht aus einer Mission oder einem militärischen Posten hervorgeht.

#### Heiliges Römisches Reich

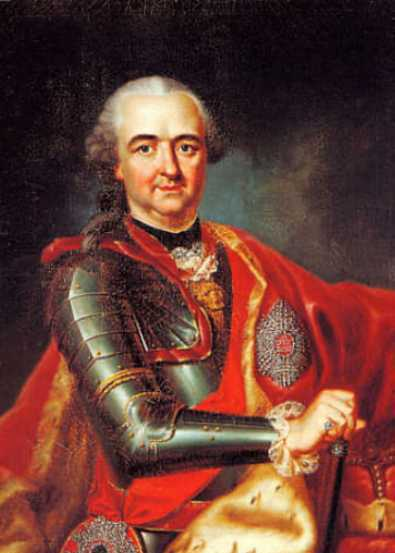
Kurfürst Karl Theodor von der Pfalz

- 30. Dezember: Mit dem Tode Maximilians III. Joseph und dem damit verbundenen Aussterben der bayerischen Linie der Wittelsbacher erbt Kurfürst Karl Theodor von der Pfalz aus der wittelsbacher Linie Pfalz-Sulzbach das Kurfürstentum Bayern. Österreich erhebt jedoch Anspruch auf Niederbayern und Oberpfalz und löst wenig später den Bayerischen Erbfolgekrieg aus.

#### Portugal/Spanien

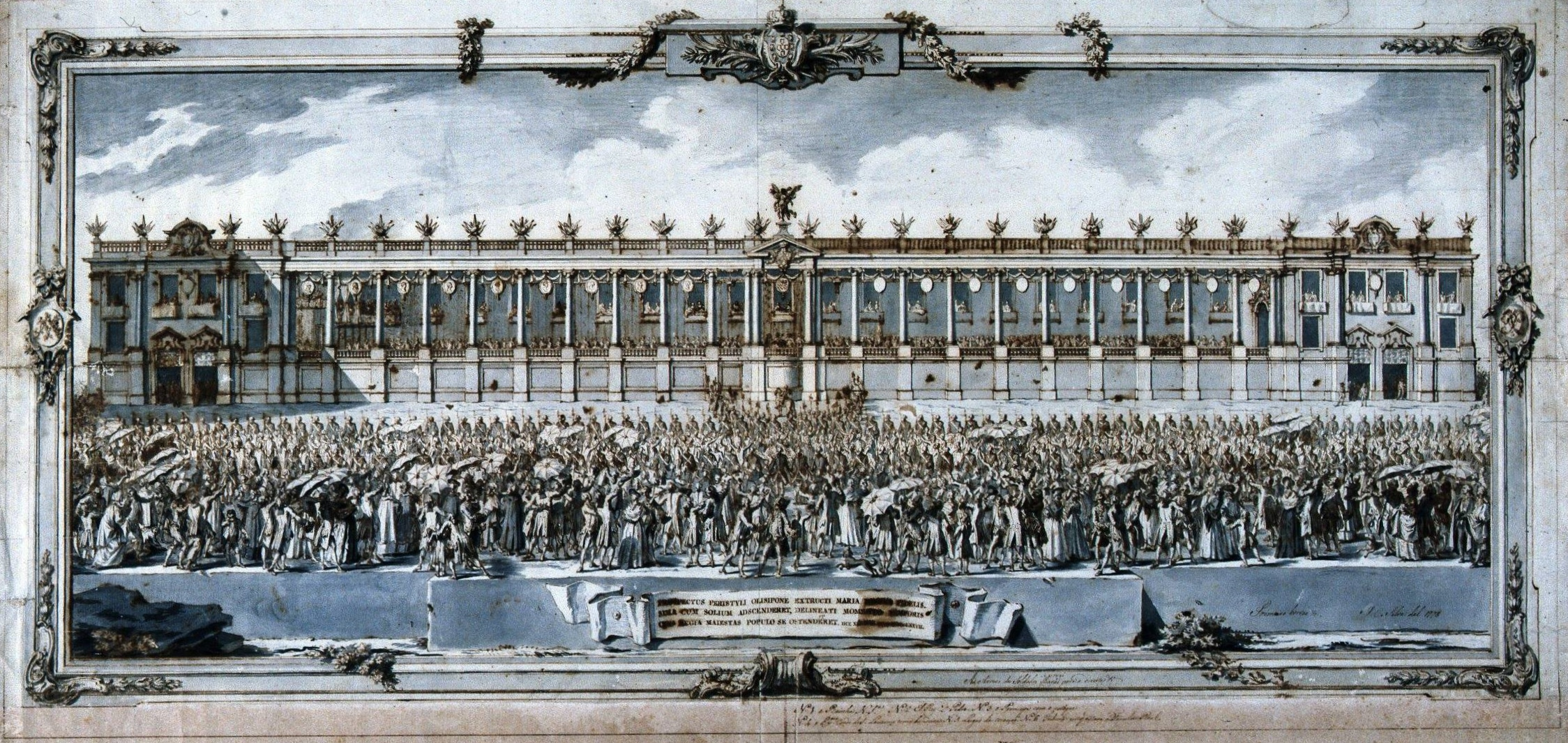
Akklamation für Königin Maria am 13. Mai, Gravur von 1778

- In Portugal besteigt nach dem Tode Joseph I. am 24. Februar dessen Tochter Maria I. den Thron und entlässt den langjährigen Regierungschef des Landes, Sebastião José de Carvalho e Melo, Marquês de Pombal.
- 1. Oktober: Im Schloss La Granja de San Ildefonso wird der erste Vertrag von San Ildefonso zwischen Spanien und Portugal unterzeichnet. Er regelt Territorialansprüche über die Kolonie Sacramento in der Region La Plata im heutigen Uruguay, aber auch über die Inseln Annobón und Fernando Póo im Golf von Guinea und andere Territorien an der Küste Nigers sowie den Meeresarmen des Ogooués im Austausch für einen spanischen Rückzug aus dem Süden Brasiliens.

#### Pazifik
- 24. Dezember: James Cook entdeckt auf seiner dritten Südseereise ein Eiland, das er Weihnachtsinsel nennt.

### Kultur
- 30. Januar: Die Urfassung des empfindsamen Singspiels Lila von Johann Wolfgang Goethe wird anlässlich des 20. Geburtstages der Herzogin Luise von Sachsen-Weimar am Weimarer Liebhabertheater uraufgeführt.

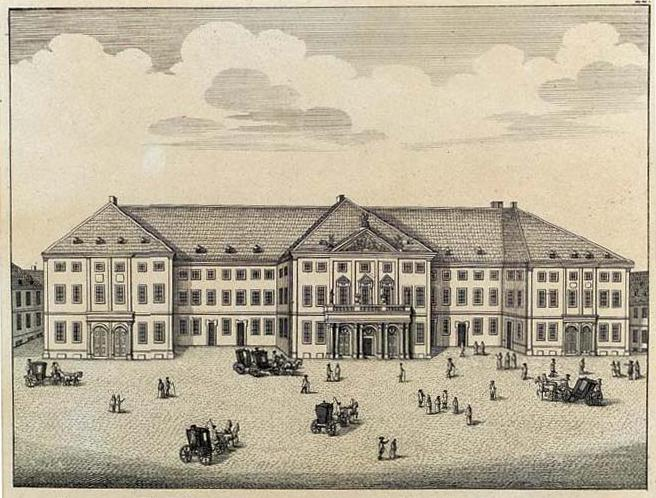
Nationaltheater Mannheim (Kupferstich der Brüder Klauber, 1782)

- Das Nationaltheater Mannheim wird auf Anregung des Kurfürsten Karl Theodor eröffnet. Im Frühjahr beginnt der Spielbetrieb an der ersten „deutschen Nationalschaubühne“ unter der Leitung von Theobald Hilarius Marchand.
- 19. Juni: Die Uraufführung der Oper Polly von Samuel Arnold findet am Little Theatre in London statt.
- 3. August: Die Komische Oper Il mondo della luna (Die Welt auf dem Monde) von Joseph Haydn wird im Schloss Esterházy in Eisenstadt uraufgeführt. Manchen Quellen zufolge verfasste Carlo Goldoni das Libretto. Laut anderen Quellen hat ein Unbekannter lediglich ein Libretto bearbeitet, das Carlo Goldoni für den Komponisten Baldassare Galuppi geschrieben hat.
- 22. August: Uraufführung der Oper April Day von Samuel Arnold im Little Theatre in London
- 8. September: Uraufführung der Oper Medonte, Rè di Epiro von Giuseppe Sarti am Teatro della Pergola in Florenz
- 23. September: Die Uraufführung der Oper Armide von Christoph Willibald Gluck auf das Libretto von Philippe Quinault nach Torquato Tasso erfolgt an der Académie Royale de musique in Paris.
- 18. Oktober: Friedrich II., Landgraf von Hessen-Cassel, löst die Académie de Peinture et de Sculpture de Cassel aus dem Collegium Carolinum heraus.

### Gesellschaft

Christian Schubart

- 23. Januar: In einer Stube des Klosters Blaubeuren wird der Dichter und Regimekritiker Christian Friedrich Daniel Schubart auf Befehl des württembergischen Herzogs Carl Eugen verhaftet. Schubart wird auf der Festung Hohenasperg zehn Jahre lang zum Objekt einer Umerziehung.

## Geboren

### Erstes Quartal
- 02. Januar: Christian Daniel Rauch, deutscher Bildhauer († 1857)
- 03. Januar: Elisa Bonaparte, Schwester von Napoleon Bonaparte, Fürstin von Lucca und Piombino und Großherzogin der Toskana († 1820)
- 07. Januar: Lorenzo Bartolini, italienischer Bildhauer († 1850)
- 07. Januar: Heinrich Schmelen, namibischer Gründer der Missionsstation Bethanien in Südwest-Afrika († 1848)
- 12. Januar: Stepan Dawydow, russischer Komponist († 1825)
- 14. Januar: William Martin Leake, englischer Archäologe († 1860)
- 15. Januar: Christian Krohg, norwegischer Jurist und Politiker († 1828)
- 21. Januar: Johann Heinrich Fuhr, deutscher Kaufmann († 1840)
- 22. Januar: Joseph Hume, britischer Politiker († 1855)
- 25. Januar: Karoline Jagemann, deutsche Schauspielerin († 1848)
- 03. Februar: John Cheyne, schottischer Arzt († 1836)
- 07. Februar: Severin Løvenskiold, norwegischer Statthalter († 1856)
- 09. Februar: Louise Brachmann, deutsche Schriftstellerin († 1822)
- 12. Februar: Friedrich de la Motte Fouqué, deutscher Dichter der Romantik († 1843)
- 21. Februar: Johann Heinrich Leberecht Pistorius, deutscher Kaufmann und Landwirt († 1858)
- 23. Februar: Gottfried Fleischmann, deutscher Mediziner und Hochschullehrer († 1850)
- 24. Februar: Mathias Weber, österreichischer Orgelbauer († 1848)
- 04. März: John Mattocks, US-amerikanischer Politiker († 1847)
- 05. März: Outerbridge Horsey, US-amerikanischer Politiker († 1842)
- 08. März: David Christoph Huber, Schweizer Geistlicher († 1836)
- 10. März: Johann Baptist Moralt, deutscher Musiker und Komponist († 1825)
- 15. März: Lea Mendelssohn Bartholdy, deutsche Pianistin, Musik- und Kulturförderin († 1842)
- 16. März: Gottlieb Kiessling, deutscher Pädagoge und Altphilologe († 1848)
- 17. März: Roger B. Taney, US-amerikanischer Jurist und Politiker, Oberster Bundesrichter der USA († 1864)
- 19. März: José María Bustamante, mexikanischer Komponist († 1861)
- 21. März: Georg von Rukavina, österreichischer General († 1849)
- 23. März: Karl Ludwig von Ficquelmont, österreichischer General und Staatsmann († 1857)
- 27. März: Carl Dörr, württembergischer Zeichner, Grafiker, Maler und Musiker († 1842)

### Zweites Quartal
- 01. April: Michel Théodore Leclercq, französischer Schriftsteller († 1851)
- 07. April: Josef Karl Amrhyn, Schweizer Schultheiss († 1848)
- 12. April: Henry Clay, US-amerikanischer Außenminister († 1852)
- 16. April: John Alexander, US-amerikanischer Politiker († 1848)
- 16. April: Henry Kater, britischer Physiker und Astronom († 1835)
- 18. April: Ludwig Berger, deutscher Komponist und Klavierpädagoge († 1839)
- 18. April: Ignác Ruzitska, ungarischer Komponist († 1833)
- 19. April: Karl Wilhelm von Toll, russisch-baltendeutscher General († 1842)
- 21. April: Johann Günther Friedrich Cannabich, deutscher Geograf, Pfarrer und Pädagoge († 1859)
- 24. April: Karl August von Schütz, deutscher Beamter († 1837)

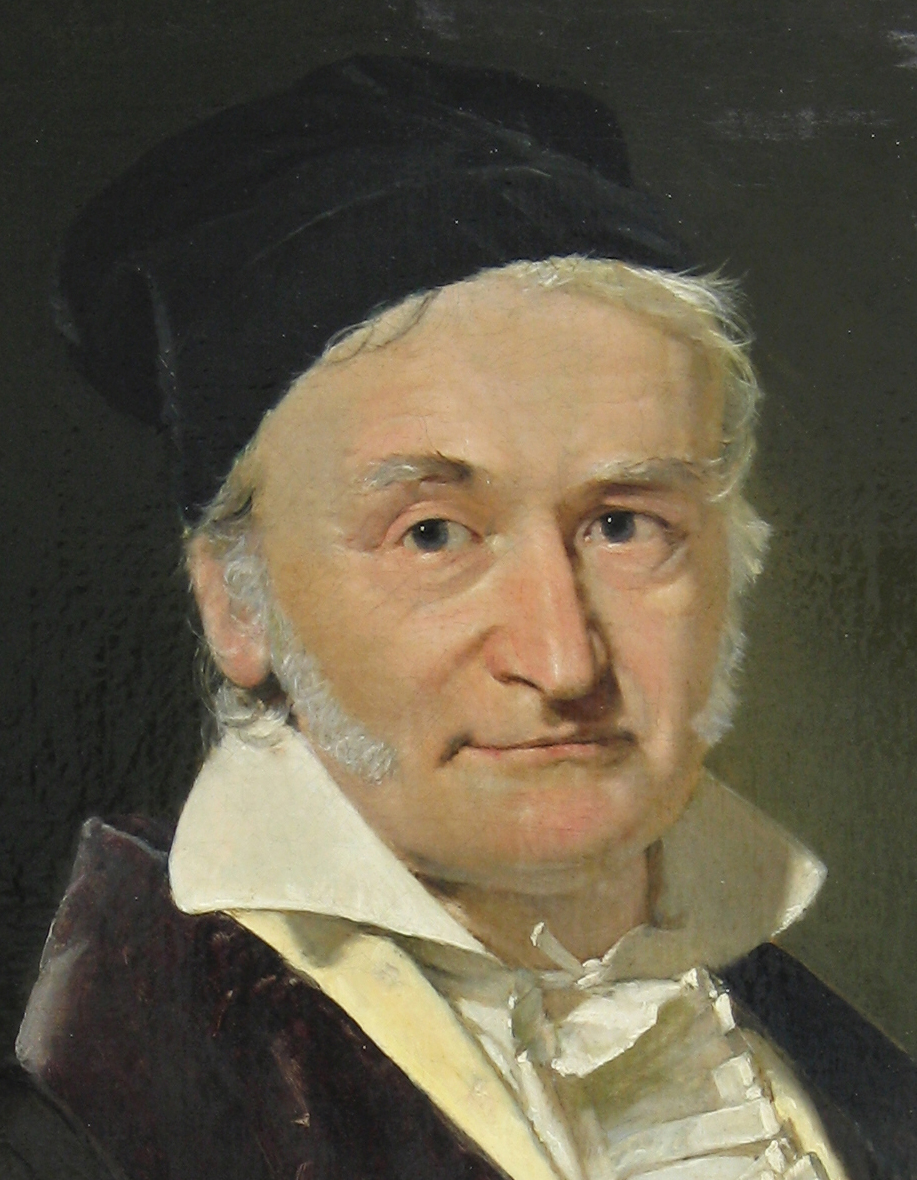
Carl Friedrich Gauß

- 30. April: Carl Friedrich Gauß, deutscher Mathematiker, Astronom, Geodät und Physiker († 1855)
- 04. Mai: Louis Jacques Thénard, französischer Chemiker († 1857)
- 06. Mai: Friedrich Krafft, deutscher Politiker († 1857)
- 11. Mai: Vincenz Eduard Milde, Erzbischof von Wien († 1853)
- 13. Mai: Friedrich August Bevilaqua, sächsischer Generalleutnant († 1845)
- 15. Mai: Johann Ernst Carl Friedrich Avenarius, preußischer Landrat († 1846)
- 15. Mai: Johann Christoph Hasse, deutscher Apotheker († 1840)
- 18. Mai: Auguste Charlotte von Kielmannsegge, deutsche Agentin Napoleons († 1863)
- 22. Mai: Luis María de Borbón y Vallabriga, spanischer Infant, Kardinal und Erzbischof von Toledo († 1823)
- 23. Mai: Friedrich Wilken, deutscher Orientalist, Hochschullehrer und Bibliothekar († 1840)
- 24. Mai: Ignaz Reinold, mährischer Orgelbauer († 1848)
- 27. Mai: August Ernst Rauschenbusch, deutscher Pädagoge und lutherischer Geistlicher († 1840)
- 29. Mai: Friedrich August Ludwig von der Marwitz, preußischer General und Politiker († 1837)
- 04. Juni: Alexei Petrowitsch Jermolow, russischer General und Diplomat († 1861)
- 05. Juni: Catherine Josephine Duchesnois, französische Schauspielerin († 1835)
- 05. Juni: Oluf de Schouboe, norwegischer Jurist und Minister († 1844)
- 21. Juni: Gottlob Georg von Barth, deutscher Architekt  († 1848)
- 22. Juni: Andreas Alois Ankwicz von Skarbek-Poslawice, Erzbischof von Lemberg und von Prag († 1838)
- 23. Juni: Frederick Bates, US-amerikanischer Politiker († 1825)
- 24. Juni: John Ross, schottischer Polarforscher († 1856)

### Drittes Quartal
- 09. Juli: Paavo Ruotsalainen, finnischer Erweckungsprediger († 1852)
- 15. Juli: Jean Jacques Pelet, französischer General († 1858)
- 23. Juli: Philipp Otto Runge, deutscher Maler der Romantik († 1810)
- 27. Juli: Alessandro Sanquirico, italienischer Maler, Szenograf, Architekt und Dekorateur († 1849)
- 30. Juli: Karl von Grolman, preußischer General und Chef des Generalstabs († 1843)
- 30. Juli: Johann Friedrich Röhr, sächsischer Theologe († 1848)
- 30. Juli: Johann Caspar Schlimbach, deutscher Orgel- und Instrumentenbauer († 1861)
- 03. August: Peter Motzfeldt, norwegischer Staatsrat und Politiker. († 1854)
- 11. August: Giuseppe Bossi, italienischer Maler und Autor († 1815)
- 13. August: Martin Stephan, deutsch-US-amerikanischer Geistlicher († 1846)
- 13. August: Georg Friedrich Wiesand, deutscher Jurist und Politiker († 1842)

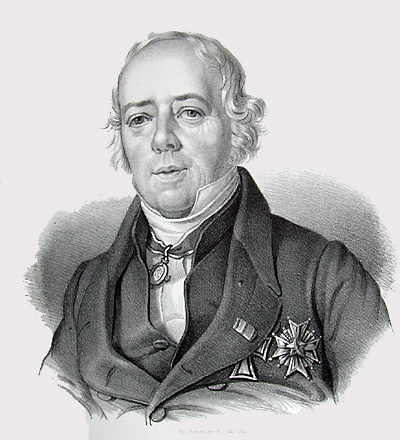
Hans Christian Ørsted

- 14. August: Hans Christian Ørsted, dänischer Physiker und Chemiker († 1851)
- 15. August: Isaak Altmann, Bremer Landschaftsgärtner († 1837)
- 19. August: Karl Wilhelm Salice-Contessa, deutscher Novellist und Lustspieldichter († 1825)
- 19. August: Franz I., König beider Sizilien († 1830)
- 24. August: Peter von der Pahlen, russischer General († 1864)
- 25. August: Marcus Warschauer, deutscher Bankier († 1835)
- 31. August: Ernst August Friedrich Klingemann, deutscher Schriftsteller der Romantik († 1831)
- 31. August: Jean Pierre Joseph d’Arcet, französischer Chemiker († 1844)
- 01. September: Johann Friedrich Christian Werneburg, deutscher Mathematiker und Physiker († 1851)
- 07. September: Heinrich Stölzel, deutscher Musiker († 1844)
- 11. September: Felix Grundy, US-amerikanischer Politiker († 1840)
- 12. September: Henri Marie Ducrotay de Blainville, französischer Zoologe und Anatom († 1850)
- 16. September: Auguste de Caulaincourt, französischer General († 1812)
- 16. September: Nathan Mayer Rothschild, deutscher Bankier († 1836)
- 17. September: Johann Heinrich Kopp, deutscher Arzt und Naturforscher († 1858)
- 25. September: Franz Brunsvik, ungarischer Adliger, Violoncellist und Theaterunternehmer († 1849)
- 26. September: Karl Wilhelm Ammon, deutscher Schriftsteller († 1842)

### Viertes Quartal
- 02. Oktober: Karl Georg von Loebell, preußischer Generalleutnant († 1841)
- 04. Oktober: Francisco de la Lastra, chilenischer Director Supremo († 1852)
- 05. Oktober: Guillaume Dupuytren, französischer Mediziner und Chirurg († 1835)
- 09. Oktober: Anton Joseph Emanuel Kraus, österreichischer Diplomat und Beamter († 1860)

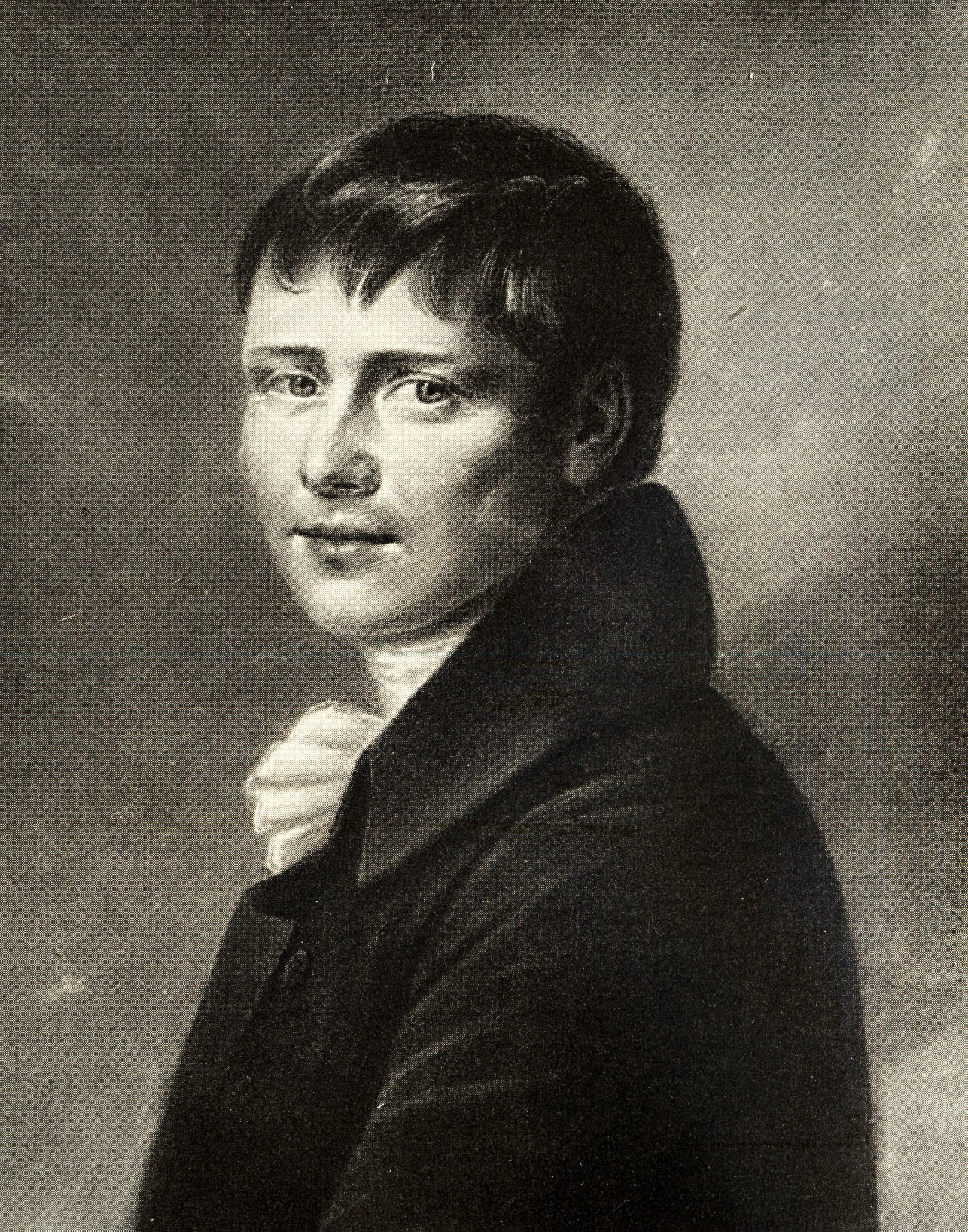
Heinrich von Kleist (1777–1811)

- 10. Oktober: Heinrich von Kleist, deutscher Dichter und Schriftsteller († 1811)
- 12. Oktober: Hans Heinrich Wilhelm Arendt, deutscher Autor und Verleger († um 1840)
- 20. Oktober: William Hawkins, US-amerikanischer Politiker († 1819)
- 30. Oktober: Joseph Wilhelm Balan, preußischer Jurist und Legationsrat († 1834)
- 01. November: Per Krafft der Jüngere, schwedischer Maler († 1863)
- 03. November: Laval Nugent von Westmeath, österreichischer Feldmarschall († 1862)
- 05. November: Nathan Sanford, US-amerikanischer Politiker († 1838)
- 08. November: Désirée Clary, schwedische Königin († 1860)
- 10. November: Wilhelm Ludwig von Eschwege, deutscher Bergmann, Geologe und Geograph († 1855)
- 12. November: Enewold Christian Alsen, deutscher Jurist († 1833)
- 14. November: Johann Ludwig Christian Carl Gravenhorst, deutscher Zoologe († 1857)
- 22. November: José Cecilio Díaz del Valle, Präsident der Zentralamerikanischen Konföderation († 1834)
- 24. November: Franz Joseph Häcker, deutscher Jurist und Politiker († 1851)
- 27. November: Heinrich Christian von Ulmenstein, deutscher Jurist und Beamter († 1840)
- 28. November: August Kestner, deutscher Diplomat und Kunstsammler († 1853)
- 30. November: Elard Johannes Kulenkamp, deutscher Jurist († 1851)
- 03. Dezember: Heinrich Escher, Schweizer Kaufmann und Politiker († 1840)
- 04. Dezember: Julie Récamier, französische Salondame († 1849)
- 06. Dezember: Charlotte Elisabeth Sophie Louise Wilhelmine von Ahlefeld, deutsche Schriftstellerin († 1849)
- 15. Dezember: Agostino Aglio, italienischer Maler, Kupferstecher und Lithograph († 1857)

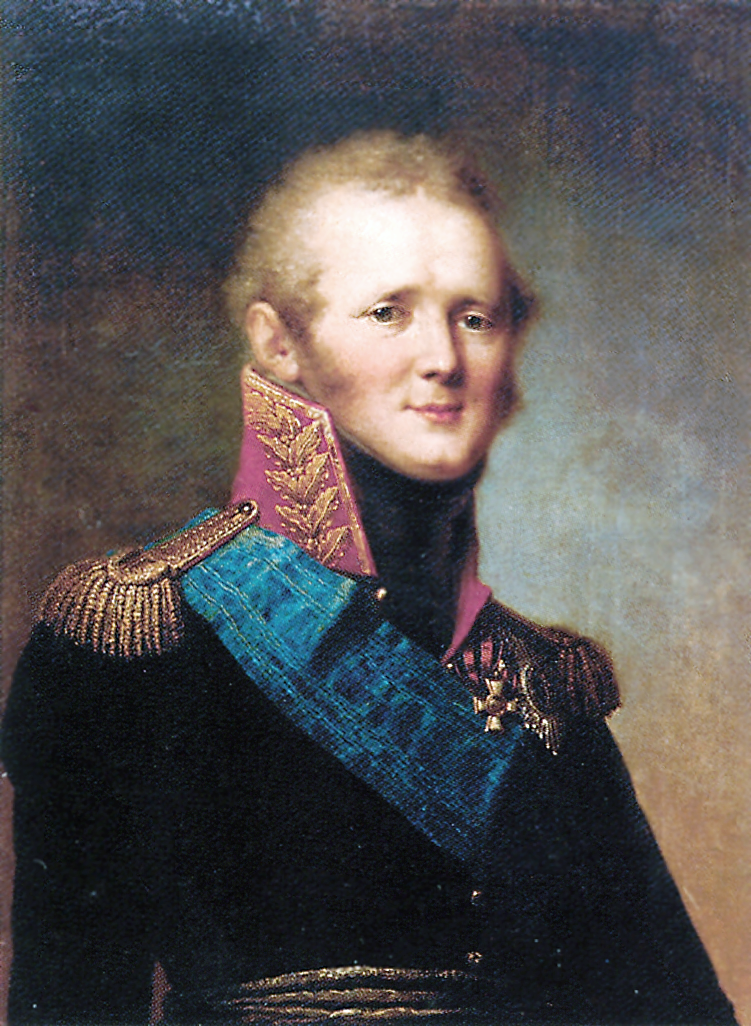
Alexander I. von Russland

- 23. Dezember: Alexander I., Kaiser von Russland, König von Polen, Großfürst von Finnland und Herr von Jever († 1825)
- 24. Dezember: Franz Joseph Weinzierl, deutscher römisch-katholischer Geistlicher († 1829)
- 26. Dezember: Ludwig II., Großherzog von Hessen-Darmstadt († 1848)
- 27. Dezember: Karl Bertuch, deutscher Journalist und Schriftsteller († 1815)

### Genaues Geburtsdatum unbekannt
- Carlos Anaya, uruguayischer Politiker († 1862)
- Justo Abaunza y Muñoz de Avilés, nicaraguanischer Politiker († 1873)
- Carlo Armellini, italienischer Politiker und Jurist († 1863)
- Friedrich von Balthasar, preußischer Beamter († 1811)
- William Bellinger Bulloch, US-amerikanischer Politiker († 1852)
- Heinrich Braendlin, Schweizer Politiker und Kaufmann († 1848)
- Jakob Anton Müller, Schweizer Politiker († 1848)
- Gawrila Ratschinski, russischer Komponist († 1843)
- Claude-Fortuné Ruggieri, französischer Feuerwerker († 1841)
- John Thurston, englischer Billardtischhersteller, Erfinder und Autor († 1850)
- Jesse B. Thomas, US-amerikanischer Politiker († 1853)

## Gestorben

### Erstes Halbjahr
- 10. Januar: François de Cuvilliés der Jüngere, deutscher Baumeister (* 1731)
- 27. Januar: Hubert de Brienne, Comte de Conflans, Marschall von Frankreich (* 1690)
- 07. Februar: Gotthilf Traugott Zachariae, deutscher evangelischer Theologe (* 1729)
- 09. Februar: Seth Pomeroy, britischer und US-amerikanischer General (* 1706)
- 22. Februar: Archibald Bulloch, US-amerikanischer Politiker, Gouverneur von Georgia (* 1730)
- 24. Februar: Joseph I., König von Portugal aus dem Hause Braganza (* 1714)
- 01. März: Georg Christoph Wagenseil, österreichischer Komponist (* 1715)
- 07. März: Sebastian Sailer, deutscher Prämonstratenser, Prediger und Schriftsteller (* 1714)
- 17. März: Christoph Friedrich Steffen von Plettenberg, preußischer Offizier (* 1698)
- 29. März: Johann Heinrich Pott, deutscher Chemiker und Apotheker (* 1692)
- 01. April: John Morton, Delegierter von Pennsylvania im Kontinentalkongress (* 1724)
- 02. April: Maxim Sosontowitsch Beresowski, russischer Komponist (* 1745)
- 03. April: Achaz Heinrich von Alvensleben, preußischer Generalmajor (* 1716)
- 22. April: Christiana Büsching, deutsche Lyrikerin (* 1728)
- 24. April: Friedrich von Wattenwyl, Schweizer Patrizier, Bankier, Gutsverwalter, Pietist und Bischof der Herrnhuter Brüdergemeine (* 1700)
- 30. April: Francisco Cajigal de la Vega, spanischer Offizier, Kolonialverwalter, Gouverneur von Kuba und Vizekönig von Neuspanien (* 1691)
- 02. Mai: Johann Joachim Gottlob am Ende, deutscher Theologe und Lehrer (* 1704)
- 12. Mai: Josef Kohaut, österreichischer Komponist und Lautenist (* 1734)
- 19. Mai: Button Gwinnett, US-amerikanischer Politiker, Gouverneur von Georgia (* 1735)
- 08. Juni: Cornelia Schlosser, deutsche Briefschreiberin und Schwester von Johann Wolfgang von Goethe (* 1750)
- 10. Juni: Johann Gerhard Hasenkamp, deutscher Pädagoge (Gymnasiallehrer) (* 1736)
- 16. Juni: Jean-Baptiste Louis Gresset, französischer Dichter (* 1709)
- 16. Juni: Johann Gottlieb Immermann, deutscher evangelischer Geistlicher und Pädagoge (* 1707)
- 17. Juni: Ferdinand Tietz, deutscher Bildhauer (* 1708)
- 22. Juni: Johann Joseph Christian, deutscher Bildhauer und Holzschnitzer (* 1706)

### Zweites Halbjahr
- 12. Juli: Johan Arckenholtz, finnischer Bibliothekar, politischer Pamphletist und Historiker (* 1695)
- 13. Juli: Guillaume Coustou d. J., französischer Bildhauer (* 1716)
- 15. Juli: Antonio Calegari, italienischer Bildhauer (* 1698/99)
- 18. Juli: James Glen, britischer Gouverneur der Province of South Carolina (* 1701)
- 27. Juli: William Hayes, englischer Organist und Komponist (* 1708)
- 27. Juli: Jane McCrea, Loyalistin während des Amerikanischen Unabhängigkeitskrieges (* 1752)
- 31. Juli: Heinrich Wilhelm Eckmann, deutscher Orgelbauer (* 1712)
- 14. August: Otto Magnus von Schwerin, preußischer General (* 1701)
- 16. August: Nicholas Herkimer, US-amerikanischer Milizgeneral (* 1715)
- 17. August: Giuseppe Scarlatti, italienisch-österreichischer Komponist (* 1718/23)
- 18. August: Johann Christian Erxleben, deutscher Gelehrter (* 1744)
- 23. August: Charles-Joseph Natoire, französischer Maler (* 1700)
- 01. September: Johann Ernst Bach, deutscher Komponist (* 1722)
- 04. September: Johannes Caprez, Schweizer evangelischer Geistlicher (* 1701)
- 10. September: Wilhelm Graf zu Schaumburg-Lippe, Heerführer im Siebenjährigen Krieg (* 1724)
- 22. September: John Bartram, US-amerikanischer Botaniker (* 1699)

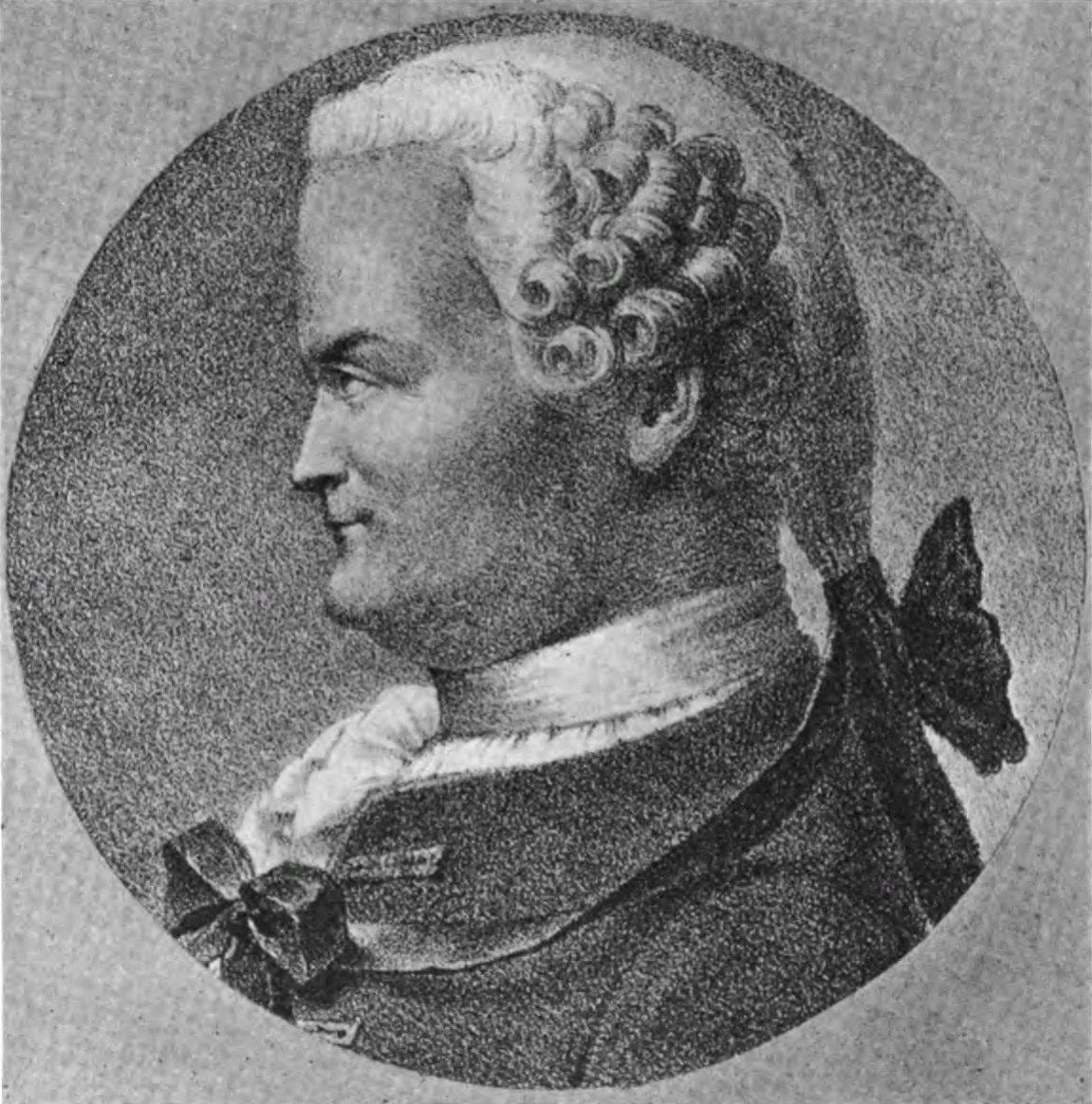
Johann Heinrich Lambert, 1829

- 25. September: Johann Heinrich Lambert, deutscher Mathematiker und Physiker (* 1728)
- 01. Oktober: Pierre Contant d’Ivry, französischer Architekt (* 1698)
- 06. Oktober: Marie Thérèse Rodet Geoffrin, französische Aufklärerin und Salonnière (* 1699)
- 13. Oktober: Dismas Hataš, böhmischer Komponist (* 1724)
- 21. Oktober: Samuel Foote, englischer Schauspieler und Dramatiker (* 1720)
- 06. November: Jean Marteilhe, französischer evangelischer Glaubenszeuge und Galeerensklave (* um 1684)
- 07. November: Jacques Mathon de La Cour, französischer Mathematiker und Mechaniker (* 1712)
- 13. November: Friedrich, paragierter Landgraf von Hessen-Philippsthal-Barchfeld (* 1727)
- 17. November: Anna Charlotte Amalie von Nassau-Dietz-Oranien, Erbprinzessin von Baden-Durlach (* 1710)
- 05. Dezember: Ludwig Siegfried Vitzthum von Eckstädt, kursächsischer Diplomat und Verwalter der kurfürstlichen Kunstsammlungen (* 1716)
- 09. Dezember: Sir Charles Knowles, britischer Admiral (* 1704)
- 12. Dezember: Albrecht von Haller, Schweizer Mediziner und Dichter (* 1708)
- 21. Dezember: Anton Cajetan Adlgasser, deutscher Komponist (* 1729)
- 23. Dezember: Johann Heinrich Waser, Schweizer Diakon, Übersetzer, Schriftsteller und Aufklärer (* 1713)
- 26. Dezember: Ricardo Wall, irischstämmiger Offizier, Diplomat und Politiker in spanischen Diensten (* 1694)
- 30. Dezember: Maximilian III. Joseph, Kurfürst von Bayern (* 1727)

### Gestorben um 1777
- Samuel Prescott, Patriot im Amerikanischen Unabhängigkeitskrieg (* 1751)